# Johann Friedrich Staedel
Johann Friedrich Staedel (1er novembre 1728 - 2 décembre 1816) est le fondateur de l'Institut Staedel de Francfort-sur-le-Main. Il est un descendant direct de la famille Staedel de Strasbourg.
Quand Johann Friedrich Staedel écrivit son testament en 1815, il jeta les bases de la collection d'aujourd'hui, de l'école d'art et de la bibliothèque. Il avait fait fortune comme banquier de Francfort et marchand d'épices. Il comptait parmi ses amis personnels le poète Goethe. Il voulait, dans l'esprit des Lumières, donner accès au public à sa collection et à sa bibliothèque d'art.